# 拉沃
拉沃（法語：Lavau，法語發音：[lavo]）是法国奥布省的一个市镇，属于特鲁瓦区。

## 地理
拉沃（48°19'30"N, 4°5'12"E）面积5.74 平方千米，位于法国大東部大區奥布省，该省份为法国中北部省份，北起马恩省，西接塞纳-马恩省，西南至约讷省，东南至科多尔省，东临上马恩省。
与拉沃接壤的市镇（或旧市镇、城区）包括：拉沙佩勒圣吕克、特鲁瓦附近克勒内、蓬圣玛丽、圣莫尔、特鲁瓦、瓦伊。

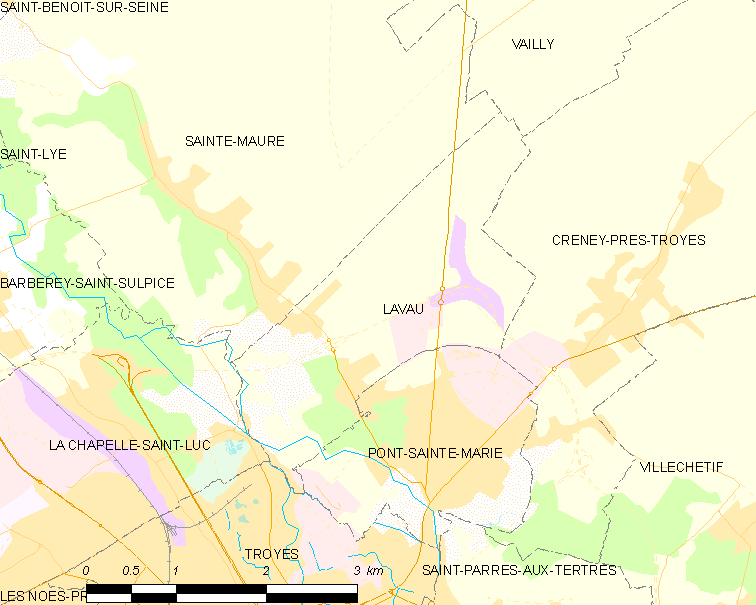
拉沃的OSM定位图

拉沃的时区为UTC+01:00、UTC+02:00（夏令时）。

## 行政
拉沃的邮政编码为10150，INSEE市镇编码为10191。

## 政治
拉沃所属的省级选区为特鲁瓦附近克勒内县。

## 人口

1962-2008年间拉沃人口变化图示

拉沃于2022年1月1日时的人口数量为971人。